# تو آزادی
تو آزادی فیلمی به کارگردانی و نویسندگی محمدعلی طالبی محصول سال ۱۳۷۹ است.